# Taiwanoppia paraflagellifera
Taiwanoppia (Taiwanoppia) paraflagellifera – gatunek roztocza z kohorty mechowców i rodziny Oppiidae.
Gatunek ten został opisany w 2013 roku przez S. G. Jermiłowa i S. Kalúza.
Ciało długości od 381 do 464 μm i szerokości od 215 do 249 μm, jasnobrązowe, gładkie, na bokach prodorsum granulowane. Sensilli z długą szypułką i niewyraźnie owąsioną główką, a szczecinki interlamelarne krótsze od nich. Prodorsum o rostrum zaokrąglonym. Szczeciny rostralne proste, umieszczone na prodorsum bocznie, zaś szczeciny lamelarne proste i umieszczone grzbietowo. Notogaster owalny, wyposażony w 9 par szczecin notogastralnych. Subcapitulum dłuższe niż szersze. Szczeciny adoralne cienkie i gładkie. Discidia trójkątne.
Roztocz znany wyłącznie z indyjskiego stanu Arunachal Pradesh.